# ホン・アンデル・ガリード
ジョン・アンデル・ガリード・モラシア（Jon Ander Garrido Moracia、1989年10月9日 - ）は、スペイン・バスク州ビルバオ出身の元サッカー選手。現役時代のポジションはMF。

## クラブ経歴
スペイン・ビスカヤ県ビルバオ生まれで、2008年にCDゲチョにて選手デビューを飾った。2010年の夏、当時セグンダ・ディビシオンBに在籍していたバラカルドCFに移籍した。
2014年1月21日、ラ・リーガのグラナダCFに移籍。移籍後すぐに当時3部にいたカディスCFにレンタルされた。
2014年7月6日、カディスへのレンタル期間が1年延長された。翌年7月29日、カディスに完全移籍し、2年契約を交わした。
2016年1月22日、出場機会を得られていないことから再び3部のラシン・フェロルにハーフシーズンの契約でレンタル移籍した。レンタルバック後の8月19日、UDアルメリア戦でキャリア初のプロ初出場を記録した。
2018年7月28日、アルバロ・セルベラ体制下でレギュラーの座を確保していたガリードは、クラブとの契約を2年延長し、2020年6月末までとした。翌年10月30日には契約を2023年まで延長した。
2022年1月27日、2021-22シーズン終了までCDミランデスにレンタル移籍をした。
2023年6月8日、現役引退を表明した。